# Manuel Cardona
Manuel Cardona tên đầy đủ là Manuel Cardona Castro (7 tháng 9 năm 1934 – 2 tháng 7 năm 2014), sinh tại Barcelona) là nhà vật lý học người Tây Ban Nha. Theo trang Web of Knowledge, Cardona là một trong 8 nhà vật lý học được trích dẫn nhiều nhất từ năm 1970. Ông chuyên nghiên cứu về Vật lý chất rắn.

## Cuộc đời và Sự nghiệp
Sau khi đậu bằng thạc sĩ Vật lý học năm 1955 ở Đại học Barcelona, Cardona được một học bổng để nghiên cứu như sinh viên đã tốt nghiệp tại Đại học Harvard từ năm 1956. Tại đây, ông bắt đầu nghiên cứu những đặc tính điện môi của chất bán dẫn, đặc biệt trong germani và silicon như một luận án tiến sĩ, và ông đã đậu bằng tiến sĩ Vật lý ứng dụng ở Đại học Harvard. Từ năm 1959 tới năm 1961, ông tiếp tục công trình tương tự về các chất bán dẫn III-V tại phòng thí nghiệm của "công ty Sarnoff" ở Zurich, (Thụy Sĩ). Năm 1961 ông di chuyển tới phòng thí nghiệm của công ty Sarnoff ở Princeton, New Jersy, nơi ông tiếp tục nghiên cứu các đặc tính quang học của các chất bán dẫn và bắt đầu nghiên cứu các đặc tính vi ba của các chất bán dẫn. Năm 1964 ông làm công tác giảng dạy ở Phân khoa Vật lý của Đại học Brown Từ tháng 6 tới tháng 9 năm 1965 ông giảng dạy ở Đại học Buenos Aires (Argentina) dưới sự bảo trợ của Quỹ Ford. Năm 1971 ông sang Stuttgart, (Đức) làm giám đốc sáng lập của cơ sở mà sau này trở thành Viện Max Planck về nghiên cứu chất rắn ở Stuttgart-Büsnau, đồng thời trở thành hội viên khoa học của Hội Max Planck, tới năm 2000 trở thành hội viên danh dự (emeritus).
Những quan tâm chủ yếu của Cardona là những lãnh vực khuếch tán Raman (cùng các quang phổ khác) được ứng dụng vào các vi cấu trúc (microstructure) chất bán dẫn, các vật liệu với các hợp chất đồng vị thích hợp, và các chất siêu dẫn, nhất là nghiên cứu những kích thích điện tử và rung động trong trạng thái bình thường và siêu dẫn.

## Giải thưởng và vinh dự
- 1964: Hội viên Hội Vật lý Hoa Kỳ
- 1982: "Huy chương Narcís Monturiol" của chính phủ Catalonia
- 1984: Giải Frank Isakson cho Hiệu ứng Quang học trong Chất rắn của Hội Vật lý Hoa Kỳ[5]
- 1984: Hội viên Hội thăng tiến Khoa học Nhật Bản
- 1984 Viện sĩ thông tấn Viện hàn lâm Khoa học hoàng gia Barcelona
- 1987 Viện sĩ Viện hàn lâm Khoa học quốc gia Hoa Kỳ
- 1987 Huân chương Alfonso el Sabio (Tây Ban Nha)
- 1988 Giải thưởng Hoàng tử xứ Asturias
- 1991 Viện sĩ Viện hàn lâm châu Âu
- 1994 Giải nghiên cứu Max Planck, chung với E.E.Haller, Berkeley
- 1995 Viện sĩ thông tấn Viện hàn lâm Khoa học hoàng gia Tây Ban Nha
- 1997 "Giải John Wheatley" của Hội Vật lý Hoa Kỳ[4]
- 1999 "Huy chương Ernst Mach" (Praha)
- 2003 Huy chương Matteucci
- 2004 Huy chương Blaise Pascal
- 2009 Hội viên Hội Hoàng gia Canada
- 2011 "Huy chương vàng Bernadsky" (Viện hàn lâm Khoa học Ukraine)
- 2012 "Giải Paul Klemens", Phonons Conference, Ann Arbor, MI.
- 2012 "Giải Luis Federico Leloir" (Argentina)

## Xuất bản phẩm
Cardona là tác giả của hơn 1.300 ấn phẩm khoa học trên các báo quốc tế, 10 tác phẩm chuyên khảo về Vật lý chất rắn và đồng tác giả sách giáo khoa về các chất bán dẫn. Từ năm 1972, Cardona có chân trong Ban biên tập của ít nhất 7 tờ báo, trong đó là trưởng ban biên tập của Solid State Communications từ năm 2002 tới 2005.
Dưới đây là một số tác phẩm: 
- Manuel Cardona: Modulation Spectroscopy, Academic Press 1969. Lib of Congress 55-12299
- Manuel Cardona, Gernot Günterodt and Roberto Merlin: Light Scattering in Solids I-IX (9 tập) Springer Verlag; ISBN 3-540-11513-7
- Pere Bonnin: Manuel Cardona i Castro, Fundació Catalana per a la Recerca, Barcelona 1998 ISBN 84-89570-18-3
- Peter Y. Yu & Manuel Cardona, Fundamentals of semiconductors, 4 editions 1996-2000,ISBN 978-3-642-00709-5

## Đời tư
Trước khi qua đời ông sống ở Stuttgart cùng với vợ là bà Inge Cardona (nhũ danh Hecht). Họ giữ 3 quốc tịch Hoa Kỳ, Đức và Tây Ban Nha và có ba người con, 7 người cháu.